# Tatosoma timora
Tatosoma timora là một loài bướm đêm trong họ Geometridae.